# فرانچسکو موله
فرانچسکو موله (ایتالیایی: Francesco Mulè؛ ۳ دسامبر ۱۹۲۶ – ۴ نوامبر ۱۹۸۴) بازیگر و صداپیشه اهل ایتالیا بود.
وی دوبلور رسمی ایتالیایی شخصیت یوگی بود.
از فیلم‌ها یا برنامه‌های تلویزیونی که وی در آن نقش داشته‌است، می‌توان به التهاب در حومه شهر، آموزگار جایگزین به شهر می‌رود، آموزگار جایگزین به شهر می‌رود، خاطرات یک اپراتور تلفن، دکتر گلدفوت و دختران آتشپاره، خانه پوشالی، راز سانتا ویتوریا، طلاق، زیباترین زوج جهان، حلزون بزرگ، عشاق لاتین، اعترافات یک پلیس زن، بزرگ‌ترین شیادان عالم و دوشیزه‌ای برای شاهزاده اشاره کرد.